# تللف
تللف (بالكردية: Tilfê‏) قرية سوريّة تتبع إداريّاً لمحافظة حلب منطقة عفرين ناحية مركز عفرين. بلغ تعداد سكانها 200 نسمة حسب التعداد السكاني لعام 2004، و811 نسمة حسب قيود السجل المدني لنهاية عام 2005.